# نشانگان نارپ
نشانگان نارپ یا سندرم نارپ (انگلیسی: NARP syndrome) یا به عبارت کامل‌تر «نوروپاتی، آتاکسی و رتینیت پیگمنتوزا» (انگلیسی: Neuropathy, ataxia, and retinitis pigmentosa) یک بیماری میتوکندریال نادر است که طیف وسیعی از علائم و نشانه‌های گوناگون را در دستگاه عصبی مرکزی به‌دنبال دارد.

## علائم و نشانه‌ها
این بیماری در کودکی یا اوایل بلوغ آغاز می‌شود و بیشترِ مبتلایان، دچار بی‌حسی، کرختی، گزگز و درد پاها و دست‌ها (نوروپاتی محیطی)، ضعف عضلانی و اختلال هماهنگی و تعادل بدن (آتاکسی) هستند. بسیاری از این بیماران، در اثر درگیریِ شبکیه، بینایی خود را نیز از دست می‌دهند. گاهی نیز، این نابینایی به سبب بروز «رتینیت پیگمنتوزا» است.
اشکال در یادگیری و تأخیر در رشد و نمو در کودکان مشهور است و زوال عقل نیز محتمل است. برخی دیگر از علائم بیماری عبارتند از: صرع، ناشنوایی و اختلالات هدایت الکتریکی قلب. شکل و شدتِ علائم، در مبتلایان گوناگون، متفاوت است.

## اساس ژنتیکی
سندرم نارپ با دی‌ان‌ای میتوکندریایی مرتبط است. جهش در ژن MT-ATP6 موجب بروز نوروپاتی، آتاکسی و رتینیت پیگمنتوزا می‌شود. این ژن، ساختِ پروتئینی را کد می‌کند که برای عملکرد طبیعی میتوکندری ضروری است. کارِ میتوکندری آن است که با استفاده از اکسیژن و قند ساده، «آدنوزین تری‌فسفات» (ATP) بسازد که حاملِ اصلیِ انرژی در بدن انسان است. «پروتئین MT-ATP6»، جزئی از ساختمان آنزیم «ای‌تی‌پی سنتاز» است که در آخرین مرحله از تولیدِ «آدنوزین تری‌فسفات» (ATP) نقش دارد. در نتیجه، جهشِ ژنِ «MT-ATP6»، موجبِ تغییر ساختاری و عملکردی در آنزیمِ «ای‌تی‌پی سنتاز» شده و در نهایت، بدن با کاهش تولید «ATP» مواجه می‌شود. هنوز مشخص نشده که چگونه اختلال تولیدِ «ATP»، موجب بروز نابینایی، ضعف عضلانی و سایر نشانه‌های اختصاصی این بیماری می‌شود.
از آنجایی که سندرم نارپ یک اختلال میتوکندریال است، فقط از مادر به ارث می‌رسد و هر دو جنسِ مؤنث و مذکر را هم مبتلا می‌کند. شدت بیماری، بستگی به درصد و میزان درگیری میتوکندری‌های در هر سلول دارد. مثلاً بیشتر مبتلایان به نارپ، در ۷۰ تا ۹۰ میتوکندری‌های سلولی‌شان، جهش اختصاصی «MT-ATP6» را دارا هستند. اگر این جهش در بیش از ۹۰ تا ۹۵ درصد میتوکندری‌های بدن موجود باشد، بجای سندرم نارپ، عارضهٔ دیگری به نام «بیماری لی» در فرد بروز می‌کند. از آنجایی که این دو بیماری در نتیجهٔ تغییرات ژنتیکی مشابهی ایجاد می‌شوند و ممکن است در افراد گوناگونی از یک خانواده دیده شوند، برخی محققان معتقدند که این بیماری‌ها، دو طیف گوناگون از یک اختلالِ ژنتیکیِ واحد هستند و نه دو بیماری مجزا از هم.

## تشخیص
تشخیص بیماری بر اساس ترکیبی از یافته‌های بالینی و آزمایشگاهی است. سطحِ سیترولین خون کاهش می‌یابد. آزمایش‌های ژنتیکی و بررسی دی‌ان‌ای میتوکندریال (mtDNA) در تشخیص بیماری حائز اهمیت بوده و قبل از تولد نوزاد هم قابل انجام هستند.

## درمان
این بیماری، درمانِ قطعی ندارد و هدف از درمان، تنها کاهش و بهبود نسبی علائم آن است. تجویزِ آنتی‌اکسیدان‌ها در بهبود عملکردِ فسفریلاسیون اکسیداتیو کمک‌کننده هستند.

## پیش‌آگهی
شدت بیماری و پیش‌آگهی آن برحسب نوعِ جهش ژنتیکی، متغیر و متفاوت است.